# Adele Pandolfi
Adele Pandolfi (Napoli, 12 dicembre 1959) è un'attrice italiana.

## Biografia
È conosciuta al grande pubblico per aver interpretato dalla prima puntata alla 926ª il ruolo di Rita Giordano nella soap opera Un posto al sole. È anche autrice di un libro: Morta di soap, pubblicato nel 2001, proprio dopo l'uscita dal cast di Un posto al sole.
È stata guest star di un episodio di Una donna per amico 3, in uno de La squadra, I bastardi di Pizzofalcone e Mina Settembre.
È soprattutto impegnata in varie opere teatrali; tra i registi per cui lavora c'è anche Vincenzo Salemme.
È coprotagonista dello spot Blue Pill, per il lancio a gennaio 2015 della nuova auto Fiat 500X. Il filmato, girato a Pitigliano, è stato creato dall'agenzia americana TRG - The Richards Group di Dallas.
Recentemente partecipa al film di Gabriele Salvatores, Napoli New York.

## Filmografia

### Cinema
- Ginger e Fred, regia di Federico Fellini
- Impepata di nozze di Angelo Antonucci
- Milionari, regia di Alessandro Piva
- Trentatrè, regia di Lorenzo Cammisa
- Napoli New York, regia di Gabriele Salvatores

### Televisione
- 1983 Rai 3 - STRANO MA FALSO di M. Franco
- 1986 Rai 3 - VIAGGIO IN ITALIA di B. Gaudino
- 1986 Rai 3 - DON FUMINO con R. Montagnani
- dal 1996 al 2001 Rai 3 - Un posto al sole - Soap opera
- 2003 Rai 3 - UNA DONNA PER AMICO 3 - Regia di M. Antonio Graffeo
- 2003 Rai 3 - La squadra - Serie televisiva - Regia di A. Peiretti
- 2006 Rai 1 - FAMIGLIA SALEMME SHOW - Condotto da V. Salemme
- 2008 Rai Reg. - La famiglia LINDI - Regia F. Crispo
- 2017 Rai 1 I bastardi di Pizzofalcone 1-Regia Carlo Carlei
- 2019 Rai 1 - I bastardi di Pizzofalcone 3 - Regia di M. Vullo, episodio 3x05
- 2021 Mina Settembre 1 - Regia Tiziana Aristarco.
- Rientra inoltre in un Posto al sole a fianco di Isa Danieli come protagonista del puntatone delle seimila puntate.

## Teatro
- 1979/80 RE MIDA, di D. Rea, Regia di G. Mazzella
- 1980/81 MACBETH, di Ionesco, Regia di V. Marra
- 1983/84 NA’ SANTARELLA, di Scarpetta, Regia di M. Scarpetta
- 1985/86 CAPITAN FRACASSA, Regia di M. Caldieri
- 1985/86 UN’ORA AL SAN CARLINO, di anonimo, Regia di A. Ferrante
- 1986/87 HI FI, musical di P. Scialò Regia di P. Scialò
- 1987/88 ’O SCARFALIETTO, di Scarpetta	Regia di A. Pugliese
- 1988/89 FATTO DI CRONACA, di Raffaele Viviani Regia di Maurizio Scaparro
- 1989/90 NON SOLO D’AMMORE, musical di A. Carli
- 1990/91 SOGNI BISOGNI INCUBI E RISVEGLI, Regia di Vincenzo Salemme
- 1990/91 LO STRANO CASO DI FELICE C., Regia di Vincenzo Salemme
- 1992/93 PASSEROTTI O PIPISTRELLI, Regia di Vincenzo Salemme
- 1992/93 IL NASO DI FAMIGLIA, Regia di Nello Mascia, N. Fumo e F. Iavarone
- 1993/94/95 LA GENTE VUOLE RIDERE, Regia di Vincenzo Salemme
- 1993/94 STORIACCE, di F. Silvestri Regia di F. Silvestri
- 1993/94/95 IO E LUI, Regia di Vincenzo Salemme
- 1999/00 I VERI FIGLI DI FILUMENA M., Regia di E. M. Lamanna
- 2003 LUCI DI TENEBRA, Regia di R. Esposito
- 2004 E’ FEMMENE, Regia di Vincenzo Salemme
- 2005 RACCONTI SOTTO LA LUNA, Regia: Emanuela Giordano
- 2006/7/8 BELLO DI PAPA’, Regia di Vincenzo Salemme
- 2011 Se ci amiamo non ci estinguiamo, Regia di Cetty Sommella, con Nando Paone
- Protagonista di due monologhi " La quinta ora di Anna Mazza e " Bella da morire di Antonio Mocciola e Tiziana Beato.

### Cortometraggi
- MOVIMENTO SEMPLICE, di A. Caiulo
- Ipazia, di Maria Di Razza
- Manicure , regia Francesco Natale
- Social, regia Francesco Cantalupo
- L'intruso , regia Annarita del Piano.